# Tornau (Dessau-Roßlau)

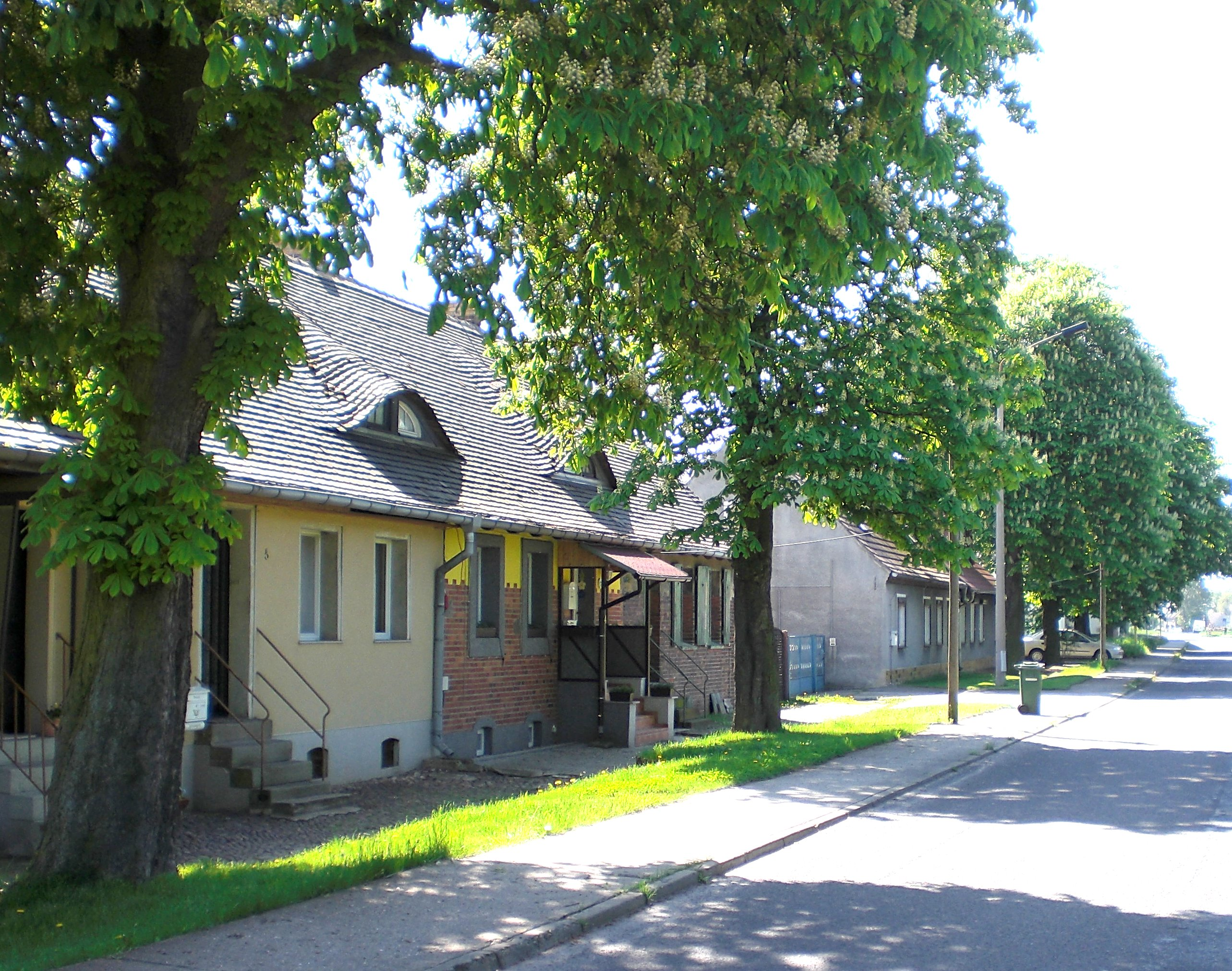
Wohnhäuser in Tornau

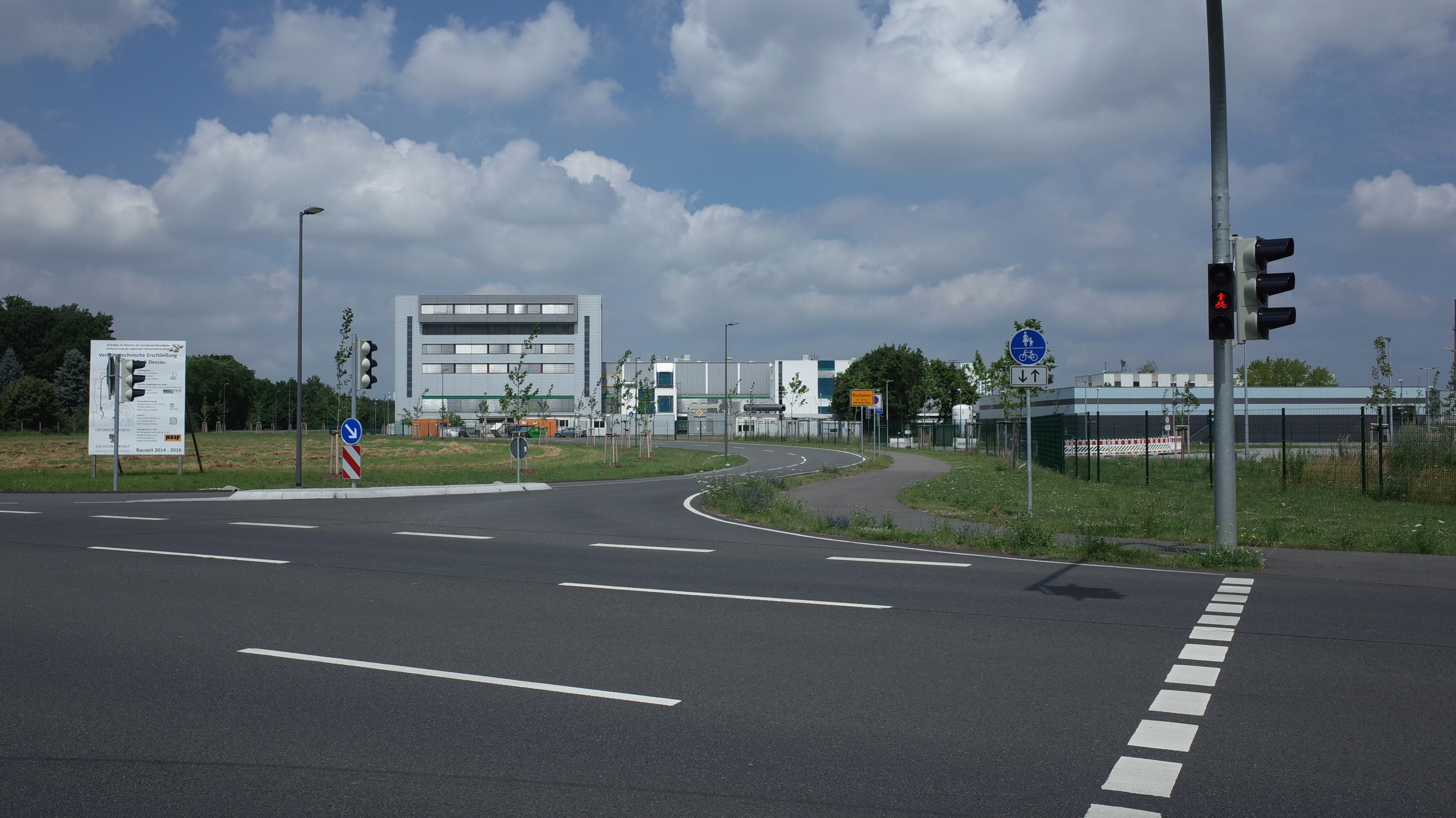
Gewerbegebiet IDT Biologika,Abfüllung Gebäude 202

Tornau ist ein Ortsteil der Stadt Dessau-Roßlau in Sachsen-Anhalt.

## Lage
Tornau liegt nordwestlich von Dessau-Roßlau an der von Zerbst nach Dessau-Roßlau führenden Bundesstraße 184. Südwestlich von Tornau befindet sich der ebenfalls zu Dessau-Roßlau gehörende Ortsteil Rodleben. Nördlich erstreckt sich ein größeres Waldgebiet.

## Geschichte
Eine erste urkundliche Erwähnung erfolgte 1215 als Thornowe. Das Dorf wurde zeitweise als Vorwerk genutzt. Tornau war dann eine eigene Gemeinde. 1933 lebten 188 Einwohner, 1939 190 Einwohner im Ort. Am 1. Juli 1950 wurde Tornau in das benachbarte Rodleben eingemeindet.  Gemeinsam mit Rodleben gehört Tornau seit dem 1. Januar 2005 zu Dessau bzw. heute Dessau-Roßlau.

## Wirtschaft und Verkehr
Tornau ist heute von großen Gewerbegebieten umgeben. Mehrere größere Unternehmen insbesondere der pharmazeutischen Industrie haben hier Produktionsstandorte. Hierzu zählt unter anderem das Unternehmen IDT Biologika, das seinen Hauptsitz in Dessau hat. Dieses Unternehmen ging aus dem Stammbetrieb des Kombinats Veterinärimpfstoffe, dem VEB Impfstoffwerk Dessau-Tornau (IDT), hervor.
Im südlichen Bereich Tornaus befindet sich an der Bahnstrecke Trebnitz–Leipzig, die Dessau-Roßlau mit Magdeburg verbindet, der Bahnhof Rodleben. Die Eisenbahnstrecke wird innerhalb Tornaus von der Bundesstraße 184 ebenerdig gequert.